# 荷揚町
荷揚町（にあげまち）は、大分県大分市中心部にある地区の地名である。丁目の設定がない単独町名である。住居表示実施済区域。

## 概要
府内城跡からその北西にかけての地区で、北で中島西、東で城崎町、南で国道197号（昭和通り）を挟んで府内町、西で大分県道511号大分港線（中央通り）を挟んで都町に隣接する。
古くは大分川の河口にあたり（中世の大分川は現在よりも西側を流れ、河口も陸側に入り込んでいた）、府内への船荷を降ろす場となっていたことから、荷落（におとし）と呼ばれたが、府内城が築かれた際に瑞祥地名である荷揚に改名された。
府内城築城以来の大分の行政の中心であり、現在も大分市役所をはじめとした官公庁が集中している。

## 世帯数と人口
2022年（令和4年）3月31日現在（大分市発表）の世帯数と人口は以下の通りである。
| 町丁   | 世帯数 | 人口  |
| ------ | ------ | ----- |
| 荷揚町 | 96世帯 | 191人 |

### 人口の変遷
国勢調査による人口の推移。
| 1995年（平成7年）  | 303人 | [ 5 ]  |  |
| 2000年（平成12年） | 293人 | [ 6 ]  |  |
| 2005年（平成17年） | 198人 | [ 7 ]  |  |
| 2010年（平成22年） | 188人 | [ 8 ]  |  |
| 2015年（平成27年） | 193人 | [ 9 ]  |  |
| 2020年（令和2年）  | 178人 | [ 10 ] |  |

### 世帯数の変遷
国勢調査による世帯数の推移。
| 1995年（平成7年）  | 97世帯  | [ 5 ]  |  |
| 2000年（平成12年） | 103世帯 | [ 6 ]  |  |
| 2005年（平成17年） | 103世帯 | [ 7 ]  |  |
| 2010年（平成22年） | 102世帯 | [ 8 ]  |  |
| 2015年（平成27年） | 92世帯  | [ 9 ]  |  |
| 2020年（令和2年）  | 89世帯  | [ 10 ] |  |

## 学区
市立小・中学校に通う場合、学区は以下の通りとなる（2022年4月時点）。
| 番地 | 義務教育学校     |
| ---- | ---------------- |
| 全域 | 大分市立碩田学園 |

## 事業所
2016年（平成28年）現在の経済センサス調査による事業所数と従業員数は以下の通りである。
| 町丁   | 事業所数  | 従業員数 |
| ------ | --------- | -------- |
| 荷揚町 | 121事業所 | 1,096人  |

## 交通

### 道路
- 国道197号
- 大分県道511号大分港線

## 施設
- 大分市役所
- 大分中央警察署
- 大分地方裁判所
- 大分家庭裁判所
- 大分地方検察庁
- アートプラザ
- 大分市立荷揚町小学校
- 府内城跡

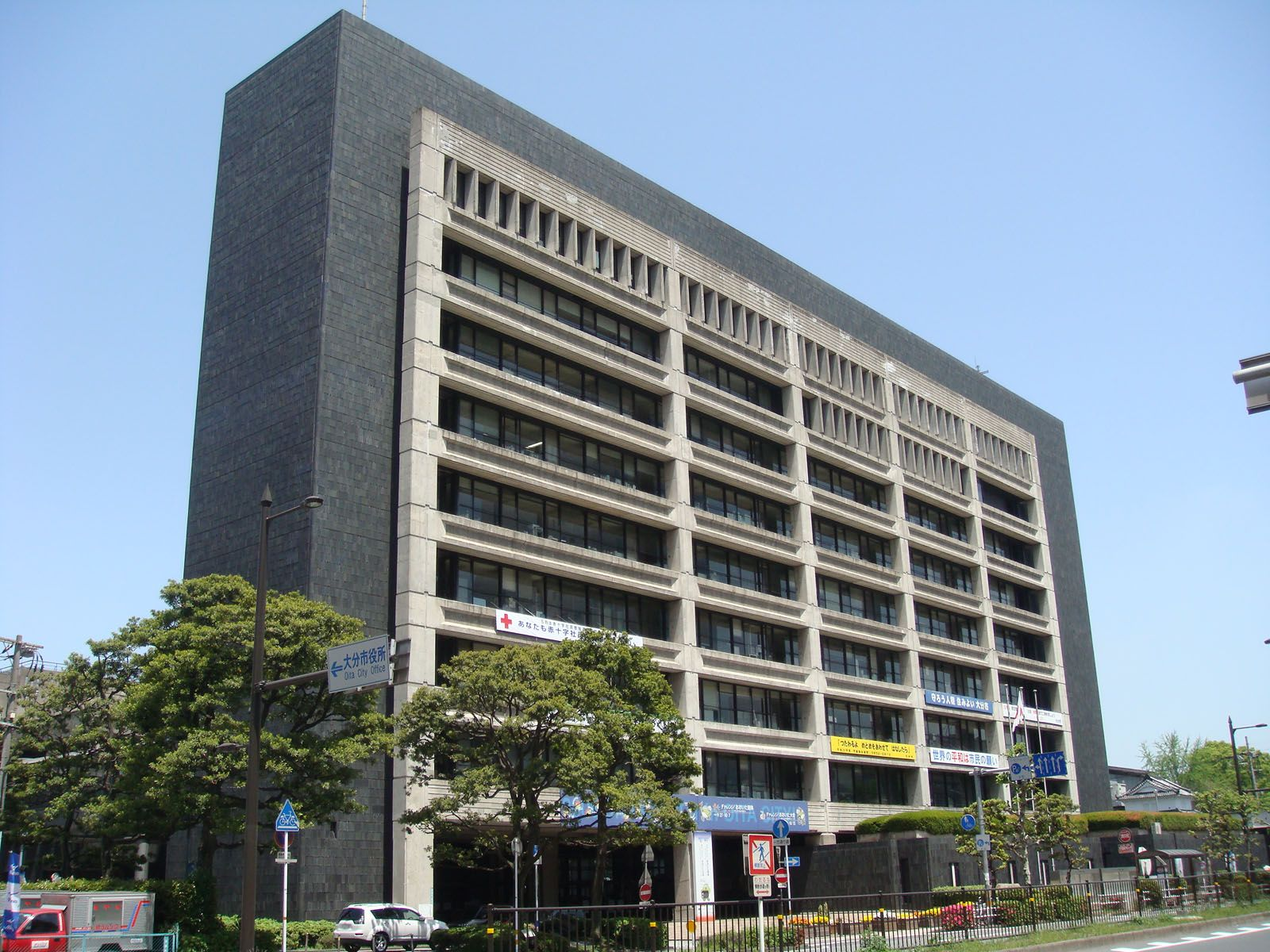
大分市役所

- 大分県立荷揚町体育館（2005年3月閉館）
- 大分文化会館（2013年10月閉館）

## その他

### 日本郵便
- 郵便番号 : 870-0046[2]（集配局 : 大分中央郵便局[13]）。